# Chiesa di Sant'Agata (Sfruz)
La chiesa di Sant'Agata è la parrocchiale di Sfruz, in provincia e arcidiocesi di Trento; fa parte della zona pastorale delle Valli del Noce.

## Storia
Nel 1537 il vescovo Bernardo Clesio, compiendo la sua visita pastorale, trovò che allora presso i masi di Sfruz esisteva una cappella intitolata a sant'Agnese.
Questa chiesetta fu più tardi ridedicata a sant'Agata e nel 1579 risultava avere, oltre all'altare maggiore, quello laterale di San Giorgio; nel 1616 venne costruito anche l'altare di Santa Lucia.

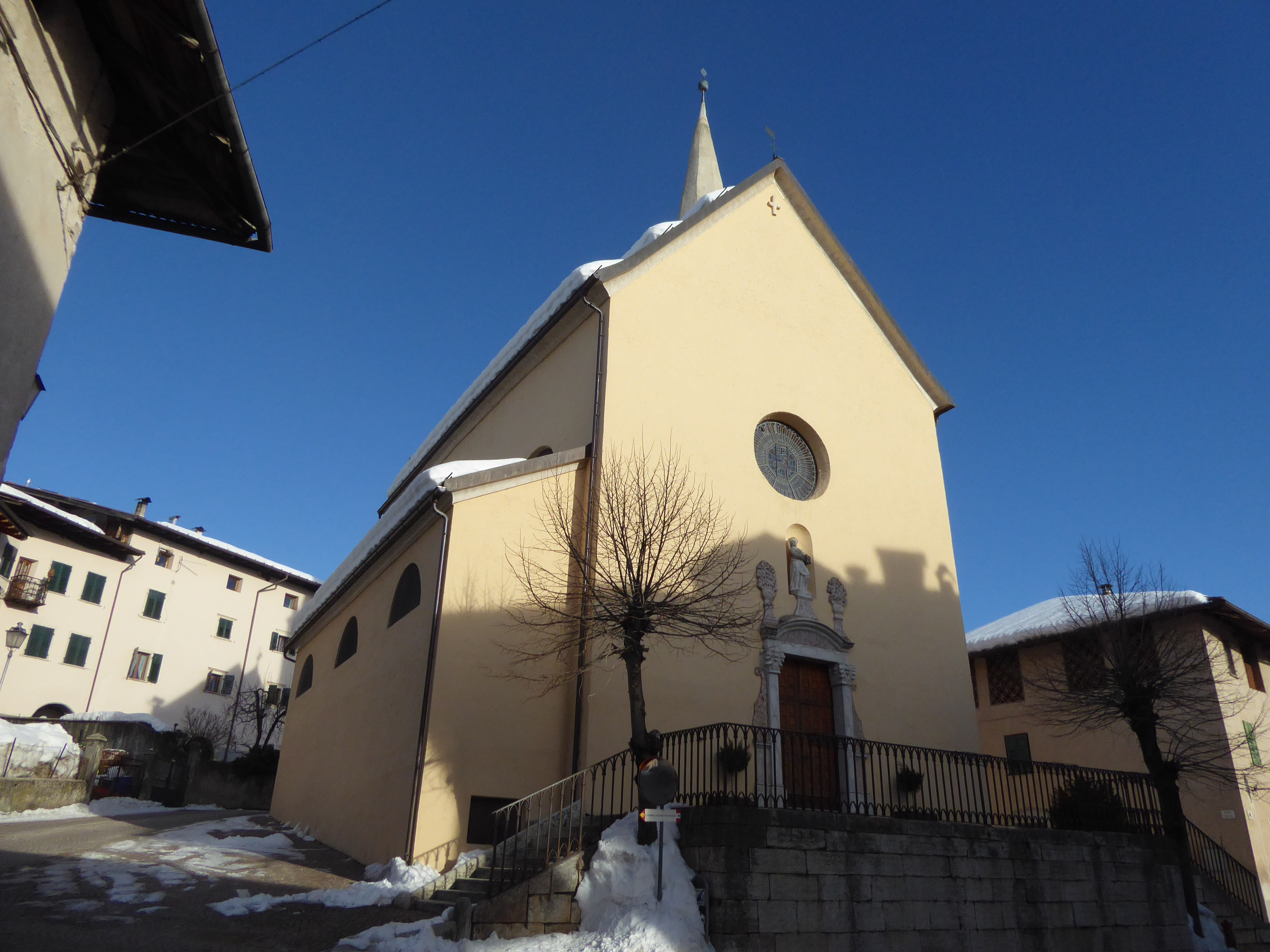
La chiesa vista da un'altra angolatura

All'inizio del XVIII secolo si decise di riedificare la chiesa. Così, la prima pietra del nuovo edificio venne posta nel 1729; la chiesa, disegnata da Pietro Bianchi, fu terminata probabilmente nel 1744, essendo questa la data incisa sul portale d'ingresso, ma nel 1766 non risultava essere stata ancora consacrata. Nel 1747 la torre campanaria fu rialzata e il 12 ottobre 1808 la chiesa fu elevata a espositura dipendente dalla pieve di Santa Maria Assunta di Smarano.
Nel 1889 l'interno della struttura fu oggetto di un rimaneggiamento in occasione del quale venne posato il nuovo pavimento e si installò il nuovo altare maggiore.
Nel 1913 vennero eseguite dal bassanese Domenico Primon le decorazioni della volta del presbiterio e nel 1921 furono realizzate dalla ditta cremonese Francesco D'Adda tre nuove campane, che andarono a sostituire quelle requisite dall'esercito austriaco durante la prima guerra mondiale; il 15 luglio 1922 la chiesa ottenne la dignità di parrocchiale.
Nel 1931, siccome l'edificio era insufficiente a soddisfare le esigenze dei fedeli, il parroco prese contatti con la commissione diocesana di arte sacra per realizzare una cappella laterale; i lavori vennero autorizzati nel 1932, ma non presero mai inizio. L'idea fu ripresa verso la metà degli anni sessanta e, così, nel 1965 venne costruita la navata laterale.

## Descrizione

### Esterno
La facciata della chiesa, intonacata, a capanna e costituita da un solo registro, presenta centralmente il portale d'ingresso centinato, sormontato da due vasi e da una nicchia ospitante la statua di Sant'Agata, sopra cui s'apre il rosone.

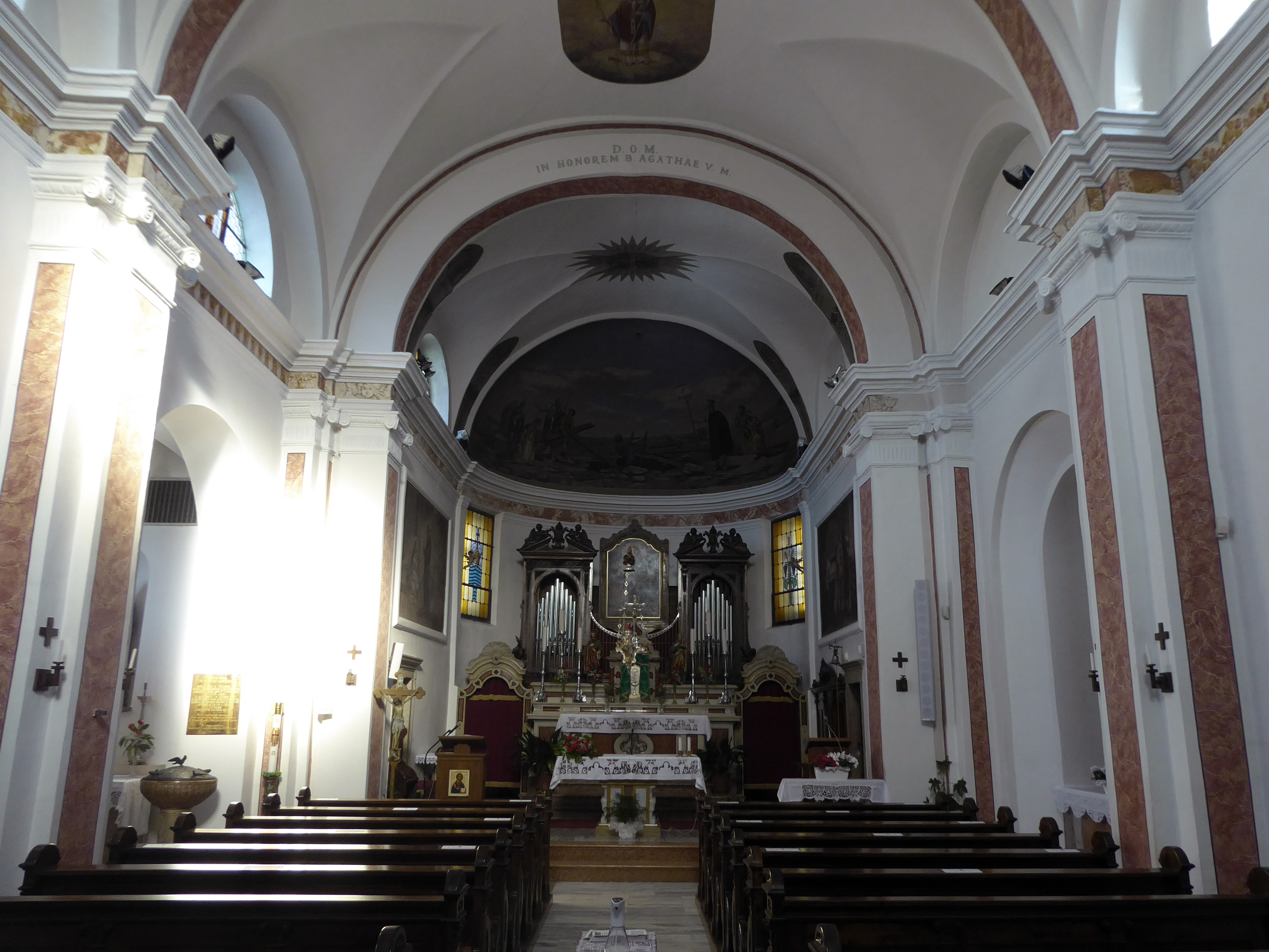
L'interno

Sul dato destro della parrocchiale s'erge la torre campanaria a base quadrata, che è suddivisa in quattro registri da tre cornici marcapiano e sulla cui canna s'aprono diverse feritoie; la cella presenta una monofora per lato ed è coronata dalla cuspide di forma conica e da quattro acroteri.

### Interno
L'interno dell'edificio è composto da due navate suddivise in tre campate e separate da pilastri con capitelli d'ordine corinzio; al termine dell'aula si sviluppa il presbiterio, sopraelevato di due scalini, caratterizzato dalla presenza dell'altare maggiore e concluso dell'abside semicircolare, nella quale è situato l'organo.